# Campidoglio (Honolulu)
Il Campidoglio di Honolulu (in lingua inglese Hawaii State Capitol) è la sede governativa dello Stato delle Hawaii, negli Stati Uniti d'America.
Vi hanno sede la Camera dei rappresentanti e il Senato delle Hawaii, oltre agli uffici del Governatore delle Hawaii e del vicegovernatore.
Si trova nel centro di Honolulu e venne costruito tra il 1954 e il 1969 durante il mandato di  John A. Burns, secondo governatore dello stato. Alla sua apertura, ha sostituito il Palazzo ʻIolani come sede del governo.